# ТЕС Дувга
ТЕС Духва — теплова електростанція на північному сході Південно-Африканської Республіки. Знаходиться за 100 км на схід від Преторії в провінції Мпумаланга (варто відзначити, що в останній розташована абсолютна більшість станцій країни, призначених для роботи в базовому режимі).
Будівельні роботи на майданчику станції розпочались у 1975-му, а шість її енергоблоків ввійшли в експлуатацію з 1980 по 1984 роки. ТЕС належить до конденсаційних станцій та обладнана паровими турбінами потужністю по 600 МВт (втім, в мережу загального користування кожен блок видає лише 575 МВт, тоді як 25 МВт використовується допоміжним обладнанням).
Видалення продуктів згоряння відбувається за допомогою двох димарів висотою по 300 метрів.
Шість градирень станції мають висоту по 149 метрів та діаметр по основі 114 метрів. Воду для використання в технологічному процесі отримують з річок Коматі, Усуту, Оліфантс та Вааль.
Станція використовує в роботі вугілля, що подається через конвеєрний транспортер довжиною 4,5 км із розташованої поруч копальні Духва, розрахованої на видобуток майже 10 млн тонн на рік. Втім, для продовження первісно запроектованого терміну експлуатації, котрий обчислювався у 30 років, здійснюють додаткові постачання палива з шахт Douglas, Middelburg та Wolwekrans. Вугілля надходить на два склади загальним об'ємом 155 тисяч тонн, крім того, в бункерах котлів може розміститись 24 тисячі тонн, чого вистачає на 12 годин роботи при повному навантаженні. Також існує резервне сховище з об'ємом зберігання 500 тисяч тонн.
Видача продукції відбувається по ЛЕП, що працює під напругою 400 кВ.
Паливна ефективність станції становить 37,6 %.
У березні 2014 року через надмірне підвищення тиску дістав серйозні пошкодження котел блоку № 3, що призвело до тривалого — близько 2 років — ремонту.